# Municipio de Current River (Misuri)
El municipio de Current River (en inglés: Current River Township) es un municipio ubicado en el condado de Ripley en el estado estadounidense de Misuri. En el año 2010 tenía una población de 216 habitantes y una densidad poblacional de 7,01 personas por km².

## Geografía
El municipio de Current River se encuentra ubicado en las coordenadas 36°31′15″N 90°50′41″O / 36.52083, -90.84472. Según la Oficina del Censo de los Estados Unidos, el municipio tiene una superficie total de 30.82 km², de la cual 30,35 km² corresponden a tierra firme y (1,51 %) 0,47 km² es agua.

## Demografía
Según el censo de 2010, había 216 personas residiendo en el municipio de Current River. La densidad de población era de 7,01 hab./km². De los 216 habitantes, el municipio de Current River estaba compuesto por el 97,22 % blancos y el 2,78 % eran de una mezcla de razas. Del total de la población el 1,85 % eran hispanos o latinos de cualquier raza.